# Les Compagnons de Jéhu (film)
Pour les articles homonymes, voir Jéhu (homonymie).
Pour plus de détails, voir Fiche technique et Distribution.
Les Compagnons de Jéhu (titre original : The Fighting Guardsman) est un film américain en noir et blanc réalisé par Henry Levin, sorti en 1946.
Il s'agit de l’adaptation du roman de même nom d'Alexandre Dumas. Toutefois, l'action est transposée quelques années plus tôt, sous la royauté, au lieu de se situer pendant la période révolutionnaire comme chez Dumas.

## Synopsis
Sous une fausse identité, un baron français dirige des rebelles, volant les impôts de Louis XVI pour les distribuer aux pauvres.

## Fiche technique
- Titre : Les Compagnons de Jéhu
- Titre original : The Fighting Guardsman
- Réalisation : Henry Levin
- Scénario : Edward Dein, Frant Schulz, d’après le roman Les Compagnons de Jéhu d'Alexandre Dumas (paru en 1857)
- Photographie : Burnett Guffey
- Montage : Viola Lawrence
- Musique : Paul Sawtell
- Producteur : Michael Kraike
- Société de production et de distribution : Columbia Pictures
- Pays d'origine :  États-Unis
- Langue : anglais
- Format : noir et blanc - 35 mm - 1.37:1 - son mono (Western Electric Mirrophonic Recording)
- Genre : film d'aventures, de cape et d'épée
- Durée : 84 min
- Dates de sortie : 
  - États-Unis : 4 janvier 1946
  - France : 15 août 1947

## Distribution
- Willard Parker : le baron François de Saint-Hermain, alias Roland
- Anita Louise : Amélie de Montrevel
- Janis Carter : Christine Roualt
- John Loder : Sir John Tanley
- Edgar Buchanan : Pepe
- George Macready : Gaston de Montrevel
- Lloyd Corrigan : le roi Louis XVI